# Deuel County, South Dakota
Deuel County är ett administrativt område i delstaten South Dakota, USA, med 4 364 invånare. Den administrativa huvudorten (county seat) är Clear Lake. 

## Geografi
Enligt United States Census Bureau så har countyt en total area på 1 649 km². 1 615 km² av den arean är land och 34 km² är vatten. 

### Angränsande countyn
- Grant County, South Dakota - nord
- Lac qui Parle County, Minnesota - nordost
- Yellow Medicine County, Minnesota - öst
- Lincoln County, Minnesota - sydost
- Brookings County, South Dakota - syd
- Hamlin County, South Dakota - sydväst
- Codington County, South Dakota - nordväst